# فيرونيكا هامل
فيرونيكا هامل (بالإنجليزية: Veronica Hamel)‏ هي ممثلة أمريكية، ولدت في 20 نوفمبر 1943 بفيلادلفيا في الولايات المتحدة.

## أعمال

### أفلام
- (1971) كلوت

### مسلسلات
- الضياع

## وصلات خارجية
- فيرونيكا هامل على موقع IMDb (الإنجليزية)
- فيرونيكا هامل على موقع ألو سيني (الفرنسية)
- فيرونيكا هامل على موقع أول موفي (الإنجليزية)
- فيرونيكا هامل على موقع قاعدة بيانات برودواي على الإنترنت (الإنجليزية)
- فيرونيكا هامل على موقع قاعدة بيانات الأفلام السويدية (السويدية)
- فيرونيكا هامل على موقع إن إن دي بي (الإنجليزية)
- فيرونيكا هامل على موقع قاعدة بيانات الفيلم (الإنجليزية)
- فيرونيكا هامل على موقع كينوبويسك (الروسية)